# Księstwo (film)
Księstwo – czarno-biały polski film fabularny z 2011 roku, w reżyserii Andrzeja Barańskiego, zrealizowany na motywach autobiograficznych powieści Zbigniewa Masternaka: Chmurołap, Niech żyje wolność i Scyzoryk. W rolę głównego bohatera wcielił się Rafał Zawierucha. Film został dofinansowany przez Polski Instytut Sztuki Filmowej.
Polska prapremiera filmu miała miejsce podczas 36 FPFF w Gdyni w 2011 roku, w sekcji Panorama Polskiego Kina. Premiera międzynarodowa odbyła się na 46 MFF w Karlowych Warach, gdzie film został zakwalifikowany do Konkursu Głównego. Inne ważne pokazy miały miejsce podczas festiwali Era Nowe Horyzonty, w Montrealu, w Mill Valey, w Cottbus, w Kalkucie i Goa. 11 maja 2012 roku film trafił do kin w Polsce.
Zdjęcia do filmu powstały w województwie świętokrzyskim: we wsiach Baćkowice, Piórków, Psary i Widełki, w Górach Świętokrzyskich (góra Szczytniak), na zamku Krzyżtopór w Ujeździe, w Bodzentynie i Kielcach.

## Fabuła
Obraz Polski w latach dziewięćdziesiątych XX wieku. Pochodzący z biednej, świętokrzyskiej wsi Zbyszek chce wyrwać się do lepszego życia. Ojciec całe życie powtarzał mu, że ich ród wywodzi się z książąt, tylko z biegiem czasu „schłopiał”. Zbyszek nie potrafi odnaleźć się w surowych warunkach rodzinnej wsi, gdzie jest tylko przedmiotem pośmiewiska lub pogardy. Z kolei nie może odnaleźć się też w mieście, którego skomplikowanym wymaganiom nie potrafi sprostać. Jego kariera piłkarska, a później studia prawnicze zostają przerwane.

## Obsada
- Rafał Zawierucha − jako Zbigniew Pasternak
- Michał Anioł − jako ojciec
- Aldona Jankowska − jako matka
- Olga Kalicka − jako Małgorzata
- Jan Wojtyński − jako Suchy
- Henryk Gołębiewski − jako Dudek
- Grzegorz Gromek − jako Szefo
- Edward Kusztal − jako Ubek
- Dorota Piasecka − jako Jehówka
- Mateusz Rusin − jako Rafał
- Danuta Borsuk − jako sołtysowa
- Jacek Grondowy − jako Ajmsorry
- Bartłomiej Firlet − jako krótkowłosy
- Michał Szewczyk